# 알레르겐
알레르겐(영어: allergen) 또는 알레르기 항원은 알레르기를 유발하는 물질이다. 알레르기는 주로 항체 중 IgE 유형에 의해 발생하는데, 사람마다 갖고 있는 IgE의 형태가 다르기 때문에, 각 사람에 대한 알레르겐도 다르게 된다. 또한, IgE는 끊임없이 만들어졌다가 사라지고 있기 때문에, 한 사람에 대해서도 특정 시기에 따라 알레르겐이 다를 수 있다. 그러나 한 번 만들어진 IgE는, 그 IgE를 만드는 B세포가 계속 살아 있기 때문에, 없어지지 않는다. 이것이 특정 물질에 대해 알레르기 반응이 생기면 시간이 지나도 그 물질에 대해 계속 알레르기 반응을 일으키는 원인이다.
알레르겐은 매우 다양하다. 꽃가루, 생선, 금속, 공기 중의 먼지 등이 모두 알레르겐이 될 수 있다.

## 일반적인 알레르겐
외부 혈청(수혈을 통한)에서 볼 수 있는 외부 단백질 및 백신 외에 일반 알레르겐은 다음을 포함한다:
- 동물 제품
  - 펠 d 1 (고양이 알레르기)
  - 모피, 비듬
  - 바퀴벌레 악부(calyx)
  - 모섬유
  - 진드기 배설물
- 약물
  - 페니실린
  - 설폰아마이드
  - 살리실산 (수많은 열매에서도 자연적으로 발견됨)
- 음식
  - 셀러리, 셀러리악[1]
  - 옥수수
  - 달걀 (일반적으로 흰자)
  - 과일
    - 호박, 가지

  - 협과
    - 콩
    - 완두
    - 땅콩
    - 콩

  - 우유
  - 해산물
  - 참깨
  - 콩
  - 견과
    - 피칸
    - 아몬드

  - 밀가루
- 곤충 침
  - 꿀벌류 침 독액
  - 말벌 침 독액
  - 모기 침
- 곰팡이 포자
- 첨포 시험에서 발견된 상위 5개 알레르겐 (2005-06년):
  - 황산 니켈 (19.0%)
  - 페루 발삼 (11.9%)
  - 방향 화합물 (11.5%)
  - 쿼터늄-15 (10.3%)
  - 네오마이신 (10.0%).[2]
- 금속
  - 니켈
  - 크로뮴
- 기타
  - 라텍스
  - 목재
- 식물 꽃가루 (알레르기 비염)
  - 벼과 — 쥐보리속, 티머시그라스
  - 잡초 — 돼지풀, 질경이, 쐐기풀, 쑥추출물(Artemisia vulgaris), 명아주, 수영
  - 나무 — 자작나무속, 오리나무속, 개암나무속, 서어나무속, 칠엽수, 버드나무속, 사시나무, 버즘나무속, 피나무속, 올레아, Ashe juniper, Alstonia scholaris

## 같이 보기
- 천식
- 습진
- 독소